# Mompha subbistrigella
Mompha subbistrigella é uma espécie de mariposa do gênero Mompha pertencente à família Coleophoridae.